# Завьялов, Анатолий Сергеевич
Анатолий Сергеевич Завьялов (11 февраля 1927, Харьков, УССР — 19 июля 2003, Днепропетровск, Украина) — советский историк, доктор исторических наук (1983), профессор (1983), проректор Днепропетровского университета в1971—1980 годах, исследователь истории ГДР, основатель научной школы германистики Днепропетровского университета при кафедре всемирной истории, главный редактор журнала «Вопросы германской истории» с 1973 по 2002 год.

## Биография
Родился 1927 года в Харькове. Его отец, Сергей Алексеевич был юристом, мать Мария Львовна — домохозяйкой. В 1951 году окончил Харьковский университет. С 1961 по 1971 год партийный работник.
В 1941 году из Харькова эвакуирован вместе с родителями сначала в Сталинград, затем в город Аша Челябинской области. После возвращения экстерном окончил 10-й класс и поступил на горничный институт, откуда перевёлся на исторический факультет Харьковского университета, из-за сложного материального положения прерывал учёбу. В 1951—1955 годах работал учителем истории в школе города Острог.
С 1954 года член КПСС. В 1954—1955 годах работал в партийной школе. В 1955 году из-за болезни жены переехал в Днепропетровск. Работал в школе завучем и инспектором по образованию.
С 1968 по 2002 год работал в Днепропетровском университете.
С 1973 года возглавил кафедру всемирной истории Днепропетровского университета. На кафедру он старался брать только молодых студентов, в основном своих воспитанников. В 1975 года Фаина Рувимовна Гольденберг, которая выступала против того, чтобы Анатолий Сергеевич возглавлял кафедру, была отстранена от работы, а во время приёма в университете умерла прямо в коридоре. В её смерти обвинили Завьялова.
В том же году в Швейцарии Завьялов принял участие в конференции и праздновании 30-летия победы в Великой Отечественной войне.
В 1983 году защитил докторскую диссертацию на тему «Сотрудничество демократических партий ГДР в социалистическом строительстве : 1949—1961 гг.»
В 1989 году оставил должность, работал профессором кафедры всемирной истории. С 2002 г. на пенсии.
У Завьялова было много учеников[значимость факта?]:
- Тутик Людмила Семёновна: Протестантская церковь и рабочий класс ФРГ, 1949—1969 гг. (1979 г.)
- Ратомский Юрий Витальевич Демократические организации ФРГ в борьбе против неонацизма, 1969—1980
- Волкобой Сергей Семёнович Национальный фронт ГДР в период развёрнутого строительства социализма, 1971—1981
- Гарсиа-Каселес Кончита Генезис испанского фашизма, 1931—1936 гг. : критический анализ политики и идеологии испанского фашизма (1981)
- Марков К.
- Семонова Надежда Алексеевна Деятельность парламентских фракций КПГ : 1928—1933 гг. 1983

Завьялов является автором таких работ по истории Германии:
- Единым фронтом. Демократические партии ГДР в борьбе за социализм. К., 1980;
- Демократические партии ГДР в период строительства развитого социализма. К., 1986;
- Цивилизационные аспекты истории немецких колоний в Украине // Вопр. герман. истории. Дн., 1996.